# Arsen Kachabriszwili
Arsen Kachabriszwili (gruz. არსენ კახაბრიშვილი; ur. 5 marca 1990) – gruziński zapaśnik startujący w stylu klasycznym. Zajął dziesiąte miejsce na mistrzostwach Europy w 2010. Drugi w Pucharze Świata w 2010. Trzeci na MŚ juniorów w 2010 i na ME w 2008 roku.